# أبو منصور المعمري
أبو منصور المعمري (بالفارسية: ابومنصور معمری) كان أحد النبلاء الإيرانيين الذي شغلوا منصب الوزير الشخصي للقائد الساماني أبي منصور محمد [الإنجليزية]. وفي تاريخ غير معروف أراد الأخير أن ينشئ شاهنامه ("كتاب الملوك")، وأمر أبا منصور المعمري بدعوة عدد من العلماء. قاموا بإنشاء نسخة فارسية جديدة من كتاب الخواداي ناماج في عام 957، وقاموا بتوسيعها بمصادر أخرى. وأصبح الكتاب معروفًا باسم "شاهنامة أبي منصوري " ( كتاب ملوك أبي منصوري). ولكن لم يبق اليوم إلا مقدمة الكتاب، التي تزعم أن أبا منصور المعمري ينحدر من كنادرا، الذي كان يشغل منصب كانارانغ للملك الساساني كسرى الثاني. لا يُعرف الكثير عن أبي منصور المعمري، فقد توفي لاحقًا في القرن العاشر.